# Casa do Gato

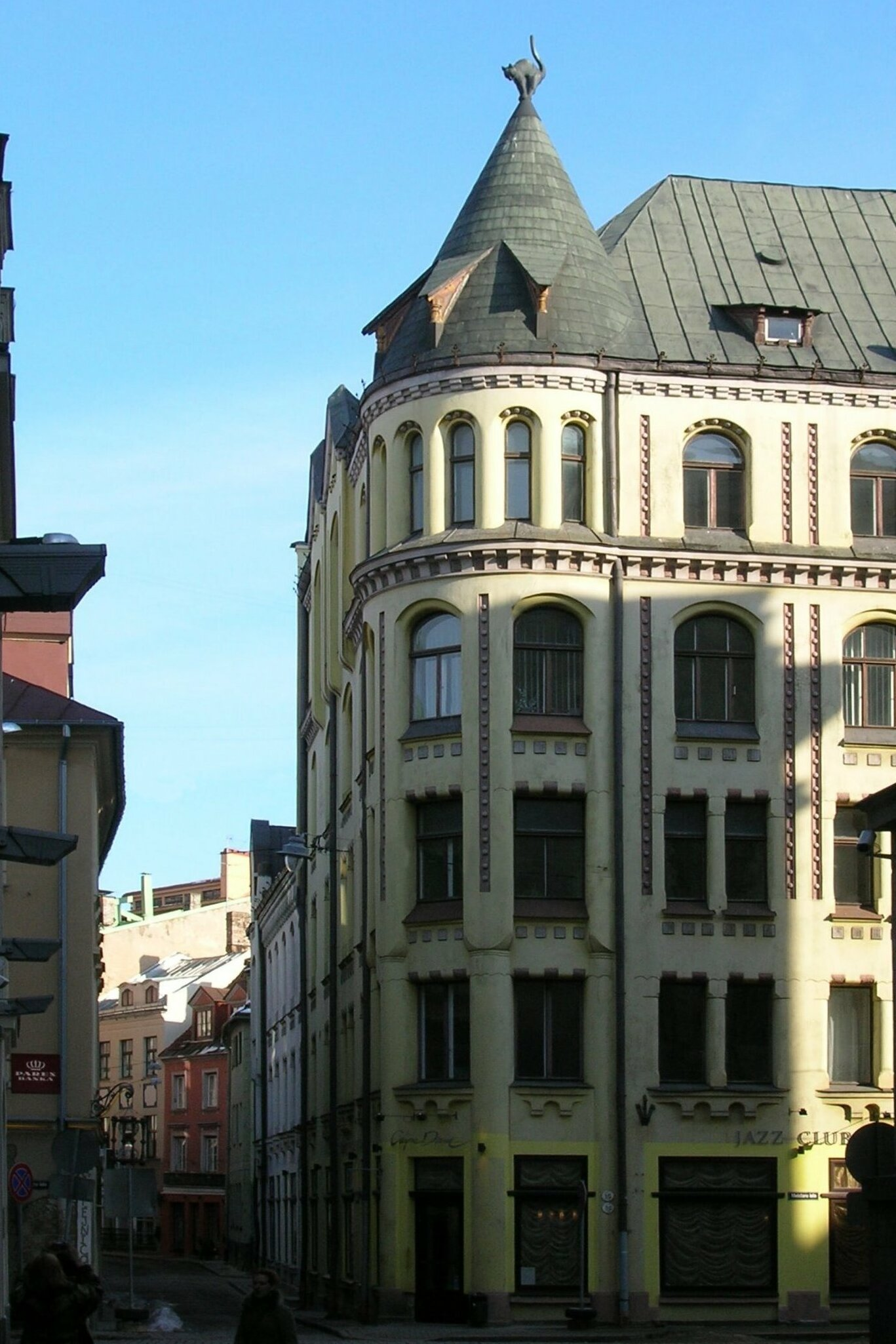
A Caso do Gato em Riga

A Casa do Gato é um famoso edifício em Riga, capital da Letônia. Possui a escultura de um gato preto empoleirado no topo do telhado. Lendas dizem que o escultor morreu ao cair do prédio no decurso de colocá-la no lugar.
O dono da casa, um rico comerciante letão, encomendou a escultura após a sua adesão à câmara de comércio do outro lado da rua ter sido rejeitada. Inicialmente, o gato foi posicionado com sua cauda reta para cima voltada para a câmara. Tendo presente o insulto a que fora destinado a ser,  membros do clube de comerciantes exigiram na justiça que o animal fosse desviado para uma posição menos ofensiva. Eles ganharam o caso, e o gato  pode ser visto até hoje.

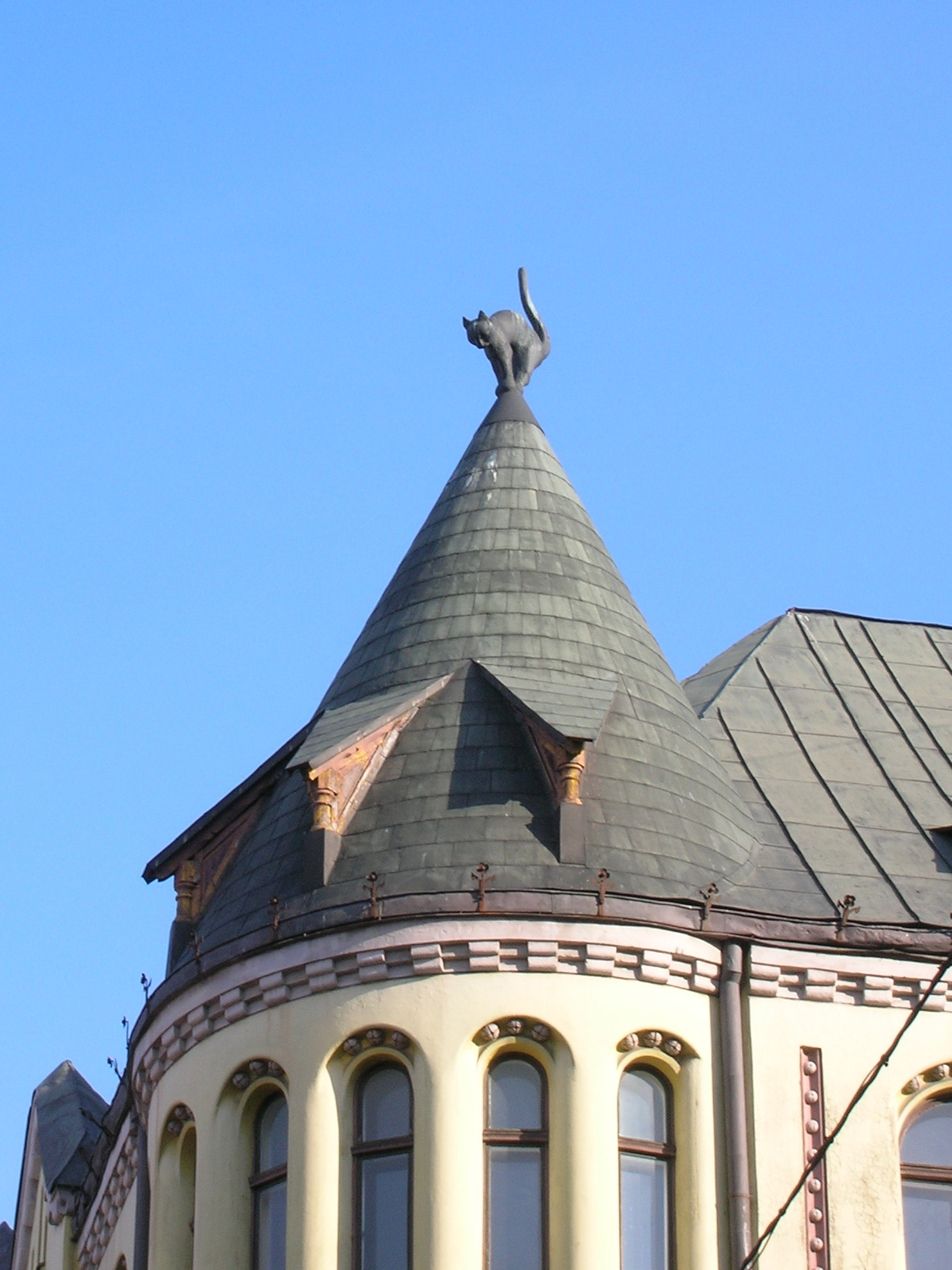
Telhado com o gato
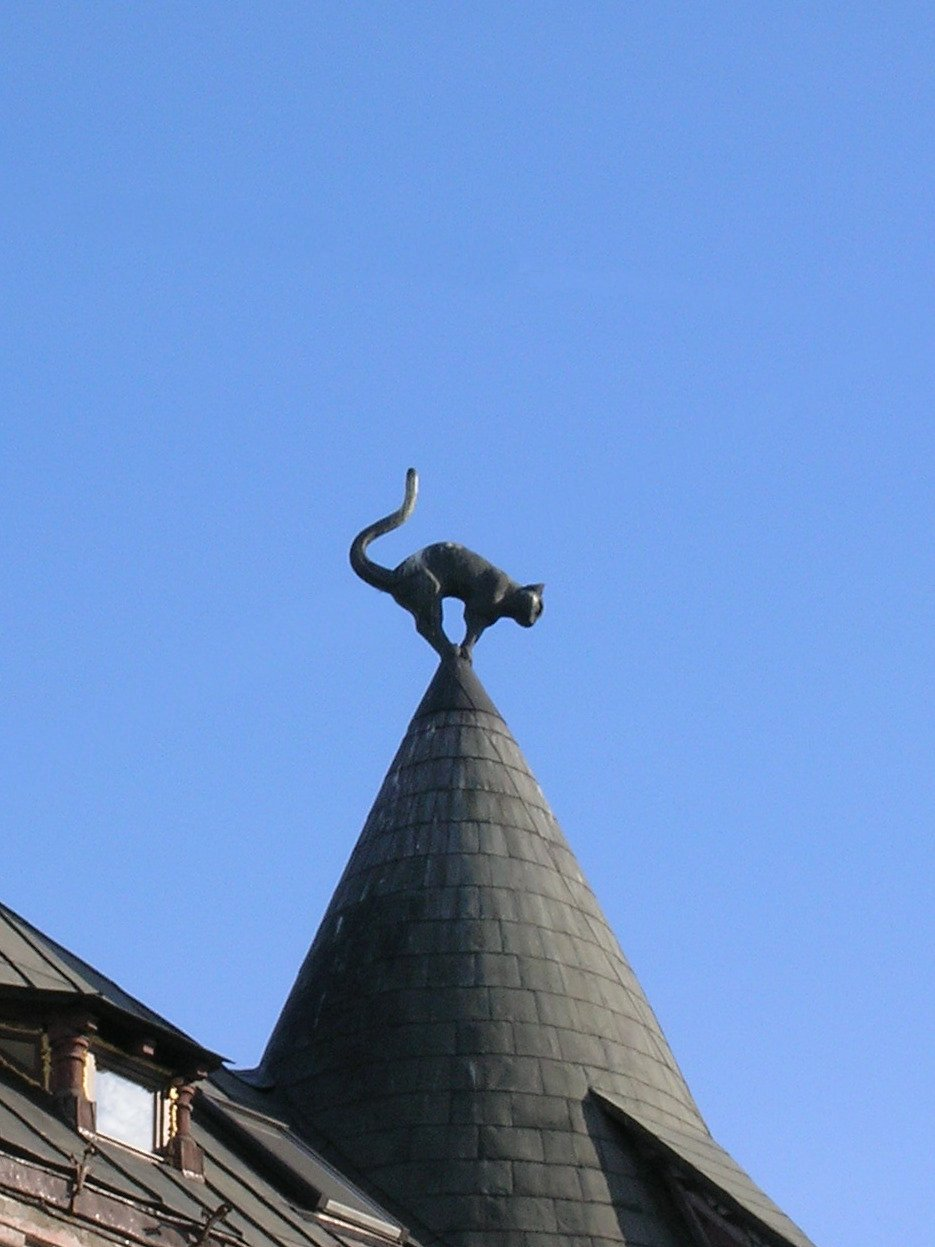
Detalho do gato